# Ukraine International Airlines-vlucht 752
Ukraine International Airlines-vlucht 752 was een internationale lijnvlucht (vluchtnummer PS752) van Internationale luchthaven Imam Khomeini naar Luchthaven Kiev Boryspil in Oekraïne. Op 8 januari 2020 verongelukte de Boeing 737-800 kort na de start. Alle 176 passagiers en bemanningsleden kwamen om het leven bij het dodelijkste vliegtuigongeluk in Iran sinds 2003. Voor Ukraine International Airlines was dit het eerste fatale vliegtuigongeval sinds de oprichting van deze vliegmaatschappij in 1992. Drie dagen later gaf Iran toe dat het vliegtuig met een luchtdoelraket van het leger was neergeschoten. Door een menselijke fout was het geïdentificeerd als vijandelijk.

## Vlucht
Ukraine International Airlines-vlucht 752 was een vlucht uitgevoerd met een Boeing 737-800 vanaf de Internationale luchthaven Imam Khomeini in Teheran, hoofdstad van Iran, naar Luchthaven Kiev Boryspil in Kiev in Oekraïne. Het vertrek vanuit Teheran stond gepland om 05:15 uur lokale tijd (UTC+3), maar werd een uur vertraagd. Het toestel vertrok uiteindelijk om 06:12 uur en zou naar verwachting om 08:00 uur (UTC+2) aankomen in Kiev.
Bij vluchtgegevens van Flightradar24 zijn geen opmerkelijkheden in snelheids- of hoogtegegevens te zien. De laatste ontvangen ADS-B-gegevens waren om 06:14 uur, minder dan 3 minuten na vertrek. Volgens die gegevens was de laatst geregistreerde hoogte 7925 voet of 2415 meter boven zeeniveau en de laatst geregistreerde snelheid 275 knopen of 509 km/u. Het vliegtuig stortte neer vlak bij Shahriar, ongeveer 30 km van de internationale luchthaven Iman Khomeini, en explodeerde.
Het toestel van Ukraine International Airlines met registratie "UR-PSR" werd in 2016 door Boeing gebouwd.

## Onderzoek
Een dag later stond Iran internationaal onderzoek door betrokken landen toe. Op 11 januari gaf Iran toe dat het vliegtuig met een raket van het leger was neergeschoten.
Het gebeurde in een tijd van gespannen verhoudingen tussen Iran en de Verenigde Staten. Vijf dagen eerder had de Verenigde Staten door middel van een drone-aanval de Iraanse generaal Qassem Soleimani om het leven gebracht. Als reactie hierop lanceerde Iran op 8 januari de Operatie Martelaar Soleimani waarbij het 12 ballistische raketten afvuurde op twee Amerikaanse luchtmachtbasissen in Irak. Het leger van Iran was op 8 januari in verhoogde staat van paraatheid omdat het een tegenaanval verwachtte door de Verenigde Staten.
In januari 2022 kende een Canadese rechtbank in Ontario 107 miljoen dollar plus rente toe aan de families van zes mensen die bij de ramp zijn omgekomen. Iran erkende dit vonnis niet.
Op 16 april 2023 werden in Iran 10 militairen veroordeeld voor hun rol in het neerschieten van het toestel. De commandant kreeg een gevangenisstraf van 13 jaar en de overige negen straffen van 1 tot 2 jaar. De namen van de veroordeelden zijn niet bekendgemaakt. Familieleden van de slachtoffers hadden veel kritiek op het proces, veel families trokken hun aanklachten in en erkenden de jurisdictie van de rechtbank niet voordat het vonnis werd uitgesproken.

## Inzittenden
| Nationaliteit       | Passagiers | Bemanning | Totaal |
| ------------------- | ---------- | --------- | ------ |
| Iran                | 82         | 0         | 82     |
| Canada              | 63         | 0         | 63     |
| Oekraïne            | 2          | 9         | 11     |
| Zweden              | 10         | 0         | 10     |
| Afghanistan         | 4          | 0         | 4      |
| Duitsland           | 3          | 0         | 3      |
| Verenigd Koninkrijk | 3          | 0         | 3      |
| Totaal              | 167        | 9         | 176    |

## Galerij

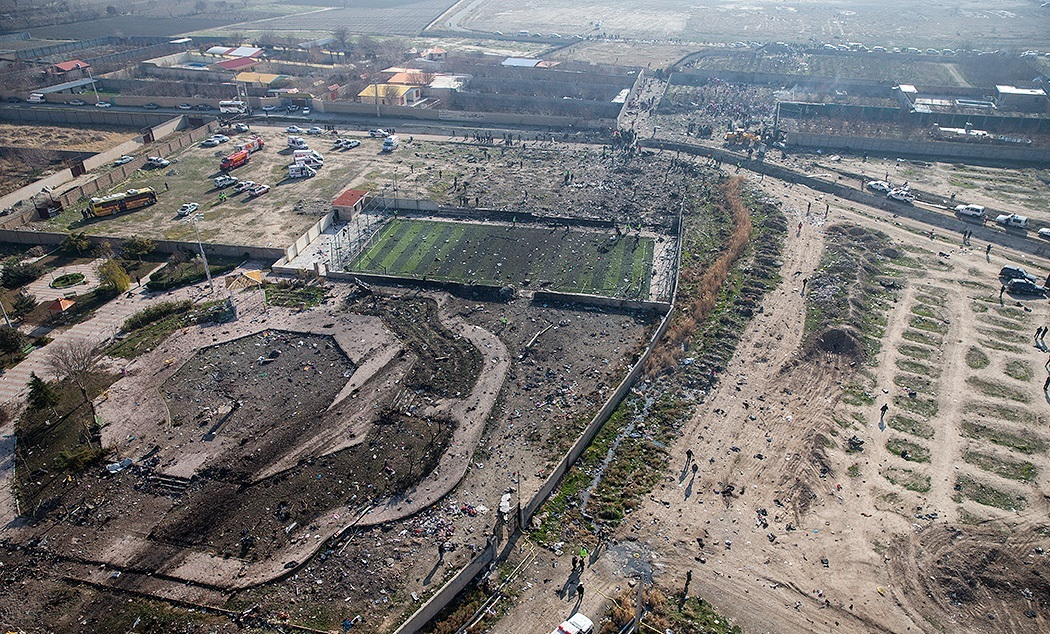
Rampplek op 8 januari 2020 vanuit de lucht
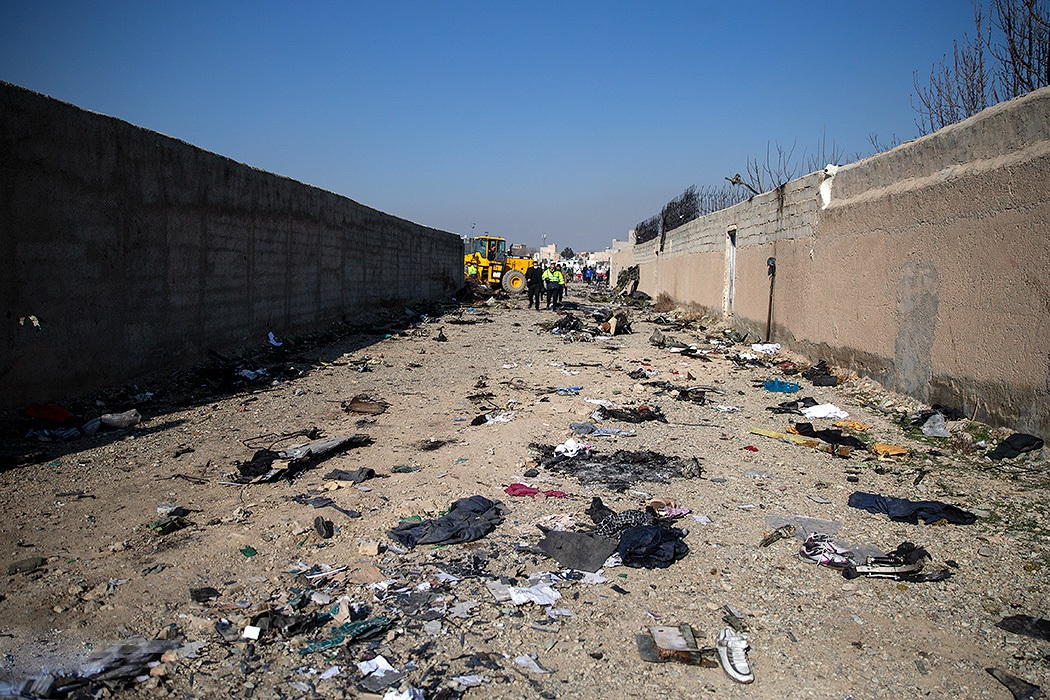
Resten op de grond
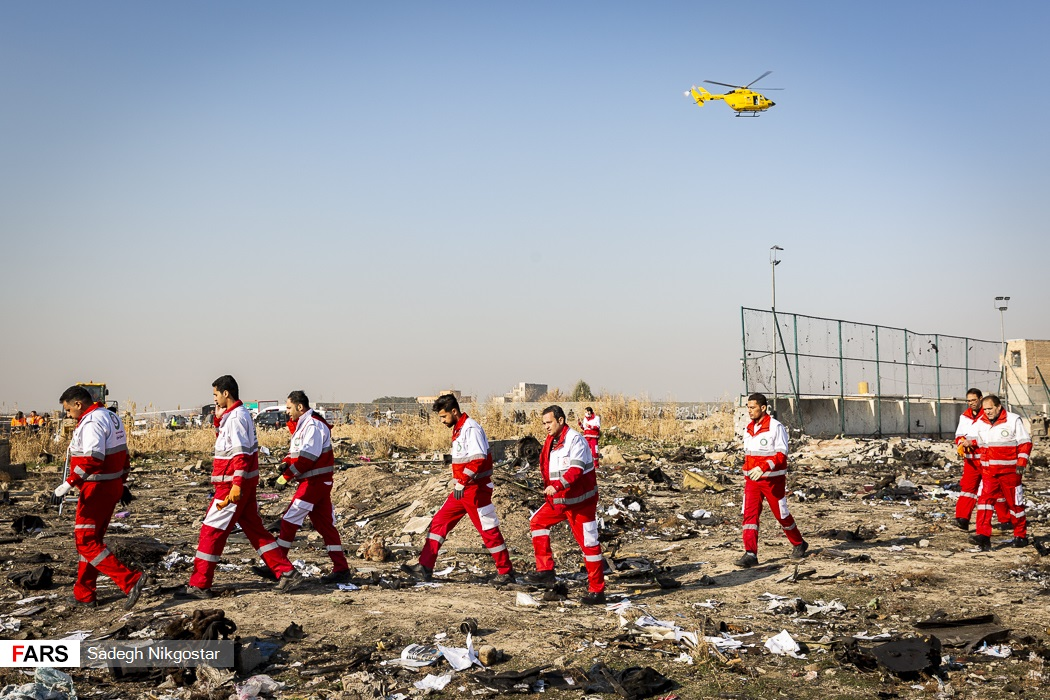
Hulpverleners van de Rode Halvemaan op de rampplek
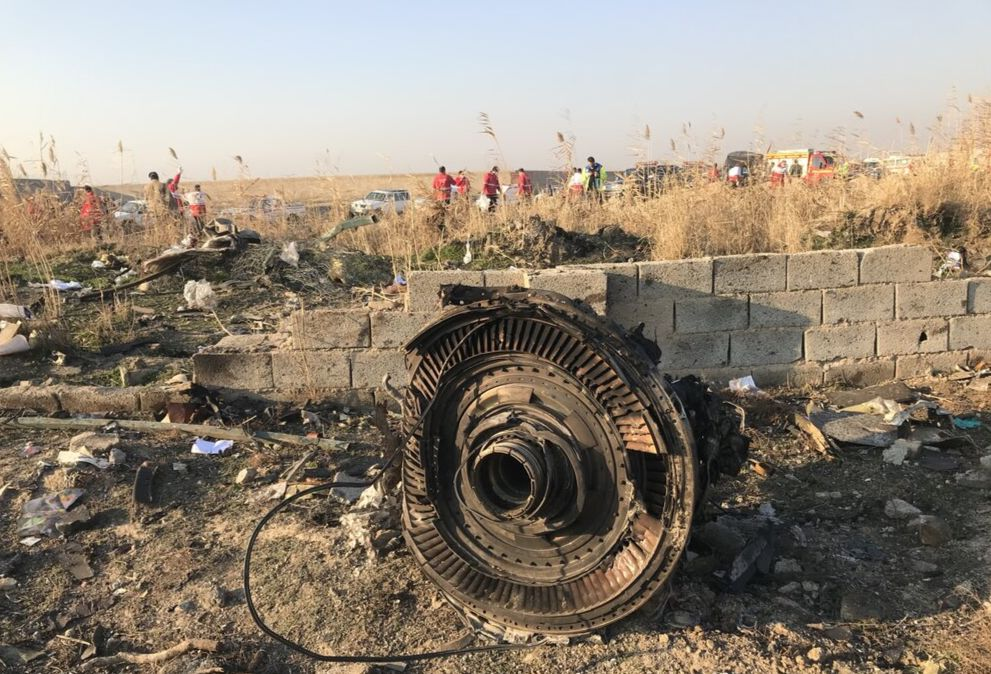
Brokstuk van een motor van UR-PSR
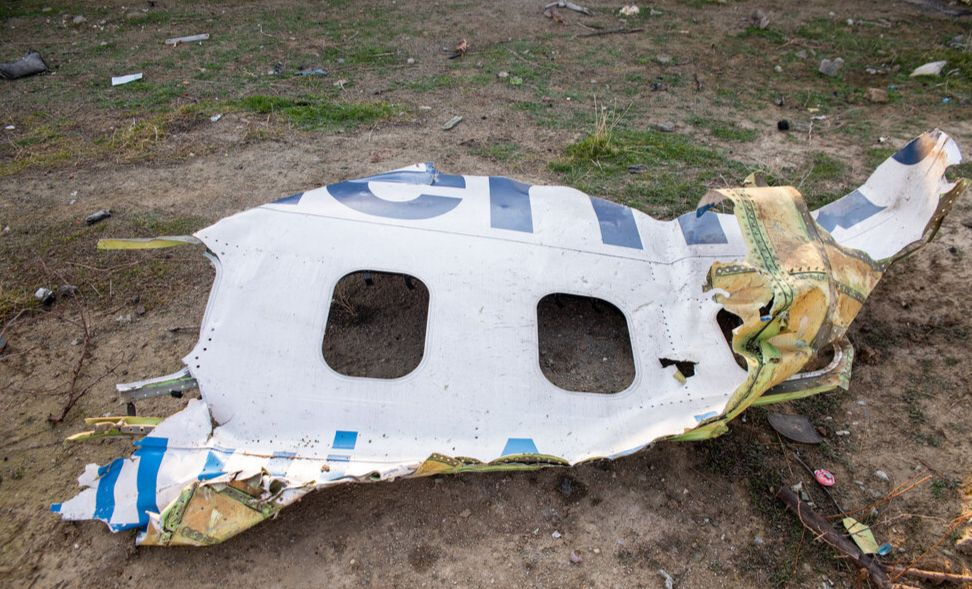
Brokstuk van UR-PSR